# Wacław Rzewuski

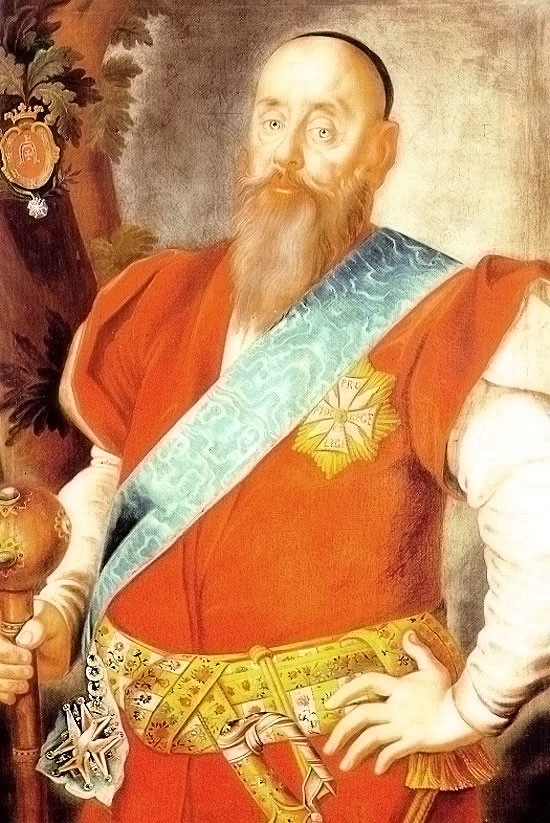
Wacław Rzewuski.

Wacław Rzewuski, född 29 oktober 1706 i Rozdil, död 27 oktober 1779 i Sielec, var en polsk författare, farfar till Adam Wawrzyniec Rzewuski, farfars far till Henryk Rzewuski. 
Rzewuski tillhörde Stanisław I Leszczyńskis parti och tvingades fly till utlandet efter August III:s tronbestigning. Efter återkomsten blev han 1762 vojvod av Kraków, tillhörde oppositionen vid 1767 års riksdag och fördes fängslad till Kaluga. 
Rzewuski skrev tragedierna Žolkiewski (1758) och Władysław pod Warną (1760) samt tillsammans med sin son Józef en diktsamling Zabawki wierszem polskim.